# Krásensko
Krásensko település Csehországban, Vyškovi járásban. Krásensko Rozstání, Senetářov, Březina, Studnice, Kulířov, Kotvrdovice, Vyškov, Podomí és Lipovec településekkel határos. Lakosainak száma 419 fő (2024. január 1.).

## Népesség
A település lakosságának változását az alábbi diagram mutatja:
| Lakosok száma | 780  | 802  | 810  | 344  | 446  | 437  | 419  | 413  | 411  | 419  |
|               | 1869 | 1890 | 1921 | 1950 | 1980 | 2001 | 2017 | 2019 | 2022 | 2024 |